# Obisk
Obisk (izviren angleški naslov: The Visit) je ameriška grozljivka iz žanra najdenih posnetkov, iz leta 2015, delo producenta, scenarista in režiserja M. Night Shyamalana. V njem igrajo Olivia DeJonge, Ed Oxenbould, Deanna Dunagan, Peter McRobbie in Kinathryn Hahn. Film je izdala distribucija Universal Studios 11. septembra 2015 v Severni Ameriki. Prejel veliko pozitivnih odzivov in zaslužil ogromno denarja, kar je bilo videti kot Shyamalanovo vrnitev. 

## Vsebina
Najstnika iz Filadelfije, 15 letna Becca (Olivia DeJonge) in njen 13 letni brat Tyler (Ed Oxenbould), se pripravljata na pet dnevni obisk njunih starih staršev, medtem ko bo njuna mama Loretta Jamison (Kathryn Hahn), odšla na križarnjenje s svojim novim fantom. Otroka, ki svojih starih staršev nista še nikoli srečala, želita posneti dokumentarec o njunem obisku. Loretta jima pove, da s svojimi starši ni govorila petnajst let, odkar se je poročila z njenim srednješolskim učiteljem, katerega njeni starši niso sprejeli. Beccin in Tylerjev oče, Corin je Loretto čez deset let zapustil zaradi druge ženske. Loretta pove malo o svojem prepiru s starši, ki jih je ločil za petnajst let, in Becci priporoča, da naj za podrobnosti vpraša njih.
Becca in Tyler spoznata svoja stara starša (Deanna Dunagan and Peter McRobbie), katera Becca začne klicati ''Babi'' in ''Dedi''. Na osamljeni kmetiji, Becca in Tyler izvesta, da naj ne hodita v klet, zaradi plesni, in da je čas za spanje ob 21.30. Ko Becca po tej uri, odide po nekaj za pojest, jo prestraši bruhajoča babica. Naslednji dan to pove dedku, ki ji pove, da ima babica trebušno gripo in da naj ne zapušča sobe po 21.30.
Naslednjih nekaj dni, Becca in Tyler opazita, da se dedek in babica vedeta zelo čudno in včasih celo zastrašujoče. Ko Becca vpraša babico o dnevu, ko je Loretta odšla, se babica začne tresti in kričati. Babico in dedka kasneje obišče ženska, ki jima pomaga pri prostovoljstvu. Skupaj odidejo za hišo, vendar ženske Becca in Tyler nikoli ne vidita oditi. Zaskrbljen Tyler nastavi kamero v spodnjo nadstropje, da bi posnel kaj se tam dogaja ponoči. Babica najde skrito kamero in z nožem poskusi vdreti v zaklenjeno otroško sobo. 
Ko si Becca in Tyler ogledata posnetek, prosita mamo preko Skypa, da ju pride iskati. Ko ji pokažeta babico in dedka, Lorreta zažene paniko in trdi, da to nista njena starša. Becca in Tyler poskusita zapustiti hišo, vendar ju ugrabitelja prisilita igrati Jamb. Becca se izmuzne v klet, kjer najde trupli pravega dedka in babice, skupaj z uniformami iz psihiatrične bolnišnice v kateri sta delala, zato začne sumiti, da sta ugrabitelja pacienta, ki sta pobegnila. Dedek najde Becco in jo zaklene v spalnico z babico, ki jo poskuša pojesti. Becca kruto zabode babico s kosom zlomljenega ogledala in odhiti na pomoč k Tylerju. Tyler spravi dedka na tla in mu zmečka glavo z vrati hladilnika. Oba zbežita iz hiše, kjer jih pričakajo mama in policija. 
Po teh dogodkih Becca vpraša Loretto kaj se je zgodilo, ko je odšla od doma. Loretta ji pove, da je v prepiru s starši udarila svojo mamo. Potem je odšla od doma in ignorirala vse priložnosti, ko bi lahko navezala stik. Loretta pove Becci, da naj ne bo jezna na svojega očeta, ker jo je zapustil.

## Igralci
- Olivia DeJonge kot Becca Jamison
- Ed Oxenbould kot Tyler Jamison
- Deanna Dunagan kot Maria Bella Jamison (Claire), znana tudi kot ''Babi''
- Peter McRobbie kot Frederick Spencer Jamison (Mitchell), znan tudi kot ''Dedi''
- Kathryn Hahn kot Loretta Jamison, Beccina in Taylerova mama
- Celia Keenan-Bolger kot Stacey
- Benjamin Kanes kot Corin, Beccin in Tylerov oče